# Dziewczyna na miotle
Dziewczyna na miotle (czes. Dívka na koštěti) – czechosłowacki film komediowy z 1972 w reżyserii Václava Vorlíčka. 

## Obsada
- Petra Černocká jako Saxana
- Jan Hrušínský jako Honza Bláha
- Jan Kraus jako Miky Rousek
- František Filipovský jako Rousek
- Vladimír Menšík jako woźny, emerytowany wampir
- Vlastimil Zavřel jako Bohouš Adámek
- Vlastimil Hašek jako Pešek
- Jana Drbohlavová jako Pešková
- Míla Myslíková jako Bláhová
- Stella Zázvorková jako Vondráčková
- Meda Valentová jako babcia
- Robert Vrchota jako spedytor
- Zdeněk Dítě jako dyrektor szkoły
- Josef Bláha jako dyrektor szkoły czarownic
- Jiří Lír jako nauczyciel biologii
- Karel Augusta jako biskup
- Jan Libíček jako psychiatra
- Helena Růžičková jako pacjentka szpitala psychiatrycznego
- Jaroslava Obermaierová jako pielęgniarka ze szpitala psychiatrycznego
- Milan Neděla jako oberżysta
- Otto Lackovič jako Indianin
- Lubomír Kostelka jako pracownik ZOO
- Roman Skamene jako student
- Miriam Kantorková jako nauczycielka
- Svatopluk Skládal jako nauczyciel
- Luděk Kopřiva jako nauczyciel
- Miloš Vavruška